# Weisach (Aisch)
Die Weisach ist ein über 11 km langer Fluss in Franken. Sie fließt im mittelfränkischen Landkreis Neustadt an der Aisch-Bad Windsheim und mündet nach südöstlichem Lauf südlich von Uehlfeld von links in die Aisch.

## Name
Der Fluss wurde 1413 als Verrerweysach erstmals schriftlich erwähnt. Der Name setzt sich wahrscheinlich zusammen aus den althochdeutschen Wörtern aha „Fließgewässer“ und
*wīhs „Dorf“. Der Zusatz Verrer- im Erstbeleg bedeutet im Mittelhochdeutschen „fern, entfernt“.

## Geographie

### Verlauf
Die Weisach entspringt auf ca. 363 m ü. NHN nordwestlich des Ortes Altershausen, kurz vor der Staatsstraße 2256. Anschließend zieht der Fluss in südöstlicher Richtung durch den Ort Altershausen. Nach ca. 3 km Flusslauf fließen die beiden Bäche Weißtannengraben und Schwambach von rechts kommend in die Weisach. Anschließend passiert der Fluss, der in östlicher Richtung verläuft, die Orte Schornweisach und Tragelhöchstadt. Nach dem Zufluss des Egelsbaches von rechts durchfließt der Fluss Uehlfeld, wo er nach insgesamt 11,31 km von links in die Aisch mündet.

### Zuflüsse
Zuflüsse von der Quelle zur Mündung. Die Tabelle enthält die Länge der Gewässer und das Einzugsgebiet. Auswahl.
| Lfd. Nr. | Name              | Zuflussseite | Länge in km | EZG in km² |
| -------- | ----------------- | ------------ | ----------- | ---------- |
| 1        | Schwambachgraben  | rechts       | ca. 1,04    | ca. 0,51   |
| 2        | Weißtannengraben  | rechts       | ca. 1,10    | ca. 0,70   |
| 3        | Schwambach        | rechts       | ca. 1,20    | ca. 1,44   |
| 4        | Wallmershofgraben | rechts       | ca. 1,66    | ca. 1,75   |
| 5        | Krähengraben      | rechts       | ca. 1,41    | ca- 1,22   |
| 6        | Waldgraben        | rechts       | ca. 0,63    | ca. 0,48   |
| 7        | Egelsbach         | links        | ca. 2,69    | ca. 3,38   |
| 8        | Kressengraben     | links        | ca. 1,75    | ca. 2,90   |

### Gewässerverzeichnis Bayern („GV“)
1. ↑  Länge nach: Verzeichnis der Bach- und Flussgebiete in Bayern – Flussgebiet Main, Seite 57 des Bayerischen Landesamtes für Umwelt, Stand 2016 (PDF; 3,3 MB) (Seitenzahl kann sich ändern.)
2. ↑  Einzugsgebiet nach: Verzeichnis der Bach- und Flussgebiete in Bayern – Flussgebiet Main, Seite 57 des Bayerischen Landesamtes für Umwelt, Stand 2016 (PDF; 3,3 MB) (Seitenzahl kann sich ändern.)

### BayernAtlas („BA“)
Amtliche Online-Gewässerkarte mit passendem Ausschnitt und den hier benutzten Layern: Lauf und Einzugsgebiet der Aisch
Allgemeiner Einstieg ohne Voreinstellungen und Layer: BayernAtlas der Bayerischen Staatsregierung (Hinweise)
1. 1 2  Höhe abgefragt auf dem Hintergrundlayer Amtliche Karte (Rechtsklick).
2. ↑  Länge abgemessen auf dem Hintergrundlayer Amtliche Karte.

### Sonstige Einzelnachweise
1. ↑  BayernAtlas. Abgerufen am 8. Juli 2019.
2. ↑  Albrecht Greule: Deutsches Gewässernamenbuch. Walter de Gruyter, Berlin / Boston 2014, ISBN 978-3-11-057891-1, S. 579, „Weisach“ (Auszug in der Google-Buchsuche).